# Lars Norén
Lars Norén (ur. 9 kwietnia 1944 w Sztokholmie, zm. 26 stycznia 2021 tamże) – szwedzki dramaturg, powieściopisarz i poeta. 
Urodził się w Sztokholmie, napisał pierwszą sztukę teatralną w wieku 19 lat. Opublikował pierwszy zbiór poezji Bzy, Śnieg (Syrener, snö) w 1963. Jego sztuki dotyczą często ludzi z dna drabiny społecznej i stosunków rodzinnych. Jest uznawany za kontynuatora realizmu w stylu podobnym do prac innych skandynawskich pisarzy – Norwega Ibsena i Szweda Strindberga.
Norén stał się kontrowersyjny m.in. przez wykorzystanie w sztuce 7:3 dwóch morderców, których czasowo zwolniono z więzienia. Sztuka krytykowana była za antysemicką wymowę.
Norén był pomysłodawcą sztuki Polski Hydraulik (szw. Den polske rörmokaren) wystawionej w Szwedzkim Teatrze Narodowym w Sztokholmie w 2007. Tytuł spektaklu wywodzi się z cyklu artykułów Macieja Zaremby w dzienniku Dagens Nyheter.
W grudniu 2007 miała miejsce polska premiera sztuki Noréna Terminal 7 w przekładzie Elżbiety Frątczak-Nowotny w Teatrze Narodowym w Warszawie.
W styczniu 2011 miała miejsce kolejna polska prapremiera sztuki tego dramaturga „Znikomość” w przekładzie Haliny Thylwe w Teatrze im. Adama Mickiewicza w Częstochowie. Powstała ona w koprodukcji z Teatrem Atelier im. Agnieszki Osieckiej w Sopocie. Premiera sopocka miała miejsce w połowie lipca tego samego roku. Reżyserem i scenografem spektaklu jest Andre Hubner-Ochodlo.
Zmarł 26 stycznia 2021 roku na COVID-19 w czasie światowej pandemii tej choroby, miał 76 lat.